# Zapole (rejon lidzki)
Zapole (biał. Заполле, Zapole; ros. Заполье, Zapole) – wieś na Białorusi, w obwodzie grodzieńskim, w rejonie lidzkim, w sielsowiecie Dzitwa.

## Historia
W XIX i w początkach XX w. położone było w Rosji, w guberni wileńskiej, w powiecie lidzkim. W latach 20. XIX w. przez sześć lat należącym do stryja majątkiem Zapole zarządzał Ignacy Domeyko. Rozbudował on majątek, sprowadził do niego rasowe krowy i klacz czystej krwi arabskiej. Działał także na polu społecznym, zmniejszając pańszczyznę i fundując szkołę dla dzieci chłopskich. Zapole opuścił przyłączając się w 1831 do powstania listopadowego.
W dwudziestoleciu międzywojennym wieś i folwark leżące w Polsce, w województwie nowogródzkim, w powiecie lidzkim, w gminie Lida. W 1921 wieś liczyła 222 mieszkańców, zamieszkałych w 38 budynkach, wyłącznie Polaków, 213 wyznania rzymskokatolickiego i 9 prawosławnego. Folwark zaś liczył 29 mieszkańców, zamieszkałych w 3 budynkach, wyłącznie Polaków, 16 wyznania rzymskokatolickiego, 12 prawosławnego i 1 ewangelickiego.
Po II wojnie światowej w granicach Związku Sowieckiego. Od 1991 w niepodległej Białorusi.
W 1995 z funduszy polskiego Ministerstwa Kultury i Sztuki ustawiono tu obelisk upamiętniający pobyt Ignacego Domeyki.